# Norra skånska infanteriregementet
Norra skånska infanteriregementet (I 6) var ett infanteriförband inom svenska armén som verkade i olika former åren 1812–1963. Förbandsledningen var förlagd i Kristianstads garnison i Kristianstad.

## Historia

### Bildandet
Norra skånska infanteriregementet uppsattes den 10 december 1811, och till dess chef utnämndes 14 januari 1812 generalmajor Georg Carl von Döbeln. Regementet roterades i norra delen av Skåne med 522 nummer i Kristianstads och 462 i Malmöhus län, och roteringen genomfördes huvudsakligen genom anlitande av den extra roteringen. Genom 1892 års organisation fick regementet några nummer från Kronobergs regemente. Regementet erhöll sitt värnpliktiga manskap från Kristianstads län, med undantag av Östra och Västra Göinge härad, samt från norra delen av Malmöhus län. Norra skånska infanteriregementet bildades tillsammans med Södra skånska infanteriregementet avsett att i någon mån fylla tomrummet efter de truppförband som försvunnit genom förlusten av Finland.
Regementet deltog i 1813 års fälttåg i Tyskland och 1814 års fälttåg i Norge. Från 1816 blev dock regementet indelt och styrkan reducerades till 1 000 man, samtidigt som roteringen utsträcktes till att omfatta delar av Malmöhus län.

### Rangordningen
Den rangordning som hade fastställts i 1634 års regeringsform började halta och skapa luckor efter freden i Fredrikshamn den 17 september 1809, då Finland tillföll Ryssland och de svenska regementen i Finland upplöstes. Därmed fanns det ett behov med att skapa ett nytt system. Under kronprins Karl Johans tid infördes 1816 ett nytt numreringssystem, där de svenska regementena genom en generalorder den 26 mars 1816 tillfördes ett officiellt ordningsnummer, till exempel № 24 Norra skånska infanteriregementet. Till grund för numreringen låg inte bara ett regementes status, utan också de svenska landskapens inbördes ordning, samt att Svealand, Götaland och Norrland skulle varvas. De lägsta ordningsnumren tilldelades "liv- och hus- trupperna". Dessa nummer hade dock ingenting med rangordningen att göra, vilket bland annat framgår av gamla förteckningar där infanteri- och kavalleriförband är blandade just med hänsyn till rang och värdighet.

### Ordningsnumret
I samband med 1914 års härordning justerades 1914 samtliga ordningsnummer inom armén. För till exempel Norra skånska infanteriregementet innebar det att regementet blev tilldelad beteckningen I 24. Justeringen av beteckningen gjordes för att särskilja regementen och kårer mellan truppslagen. Det med bakgrund till att namn och nummer som till exempel № 3 Livregementets grenadjärkår och № 3 Livregementets husarkår kunde förefalla egendomliga för den som inte kände till att förbanden ifråga tillhörde skilda truppslag.

### 1925 års försvarsbeslut
Inför försvarsbeslutet 1925 föreslog regeringen bland annat i sin proposition en sammanslagning av Norra skånska infanteriregementet och Södra skånska infanteriregementet. Det nya regementet föreslogs benämnas Skånska infanteriregementet och förläggas till Norra skånska infanteriregementets kasernetablissement Kristianstads garnison. Något som i praktiken hade inneburit en avveckling av regementet i Lund och ett namnbyte på regementet i Kristianstad. Någon sammanslagning blev det inte, men regementet kom, i likhet med övriga infanteriregementet, att reduceras med en bataljon och kom att från den 1 januari 1928 bestå av två infanteribataljoner. I och med genomförandet av 1925 års försvarsbeslut bröts väsentliga delar av det tidigare rangordningssystemet sönder. Detta skedde genom att truppförband med höga stamnummer flyttades in i låga nummer som blivit vakanta efter avvecklade eller sammanslagna regementen och därvid även fick tillgodoräkna rang i enlighet med platsen i nummerserien. Norra skånska infanteriregementet som hade ett högt stamnummer, övertog från den 1 januari 1928 det nummer som Västgöta regemente tidigare innehaft, det vill säga I 6.

### Pansarregementet
År 1942 organiserades regementet som cykelinfanteri och 1963 överfördes Norra skånska infanteriregementet till pansartrupperna med namnet Norra skånska regementet (P 6).

## Ingående enheter
Genom 1901 års härordning fastställdes att tillgång till trupp skulle regleras genom allmän värnplikt, vilket bland annat resulterade i att infanteriregementena utökades med en bataljon och kom att omfatta tre infanteribataljoner. I samband med krigsutbrottet 1914 fastställdes försvarsbeslutet 1914, vilket bland annat medförde att linjeregementet I 24 organiserades och mobiliserades. I likhet med övriga infanteriregementen skulle också ett reservregemente sättas upp, dock kom dessa aldrig att mobiliseras. Vidare infördes en brigadorganisation inom armén, där två infanteriregementen bildade en brigad. I 24 tillsammans med I 25 bildade 2. infanteribrigaden, ingående i I. arméfördelningen. Genom försvarsbeslutet 1925 reducerades försvaret kraftigt. Bland annat så utgick reservregementena samt att antalet arméfördelningar reduceras med två. Vidare reducerades samtliga infanteriregementen med en bataljon och kom att från den 1 januari 1928 bestå av två infanteribataljoner. De tidigare linjeregemente ersattes samtidigt med begreppet fältregemente. Som en följd av försvarsnedskärningarna under slutet av 1920-talet, kunde regementet vid krigsutbrottet 1939 endast mönstra två bataljoner, dock var dessa inte helt fulltaliga eller rustade. I den nya organisationen kom regementet underställas chefen för Södra arméfördelningen. Genom försvarsbeslutet 1942 stärktes dock försvarets krigsorganisation, vilket bland annat medförde att infanteriregementena tillfördes en tredje bataljon, samt att i stort sett samtliga kom att sätta upp två fältregementen. Dels det ordinarie regementet, men sen ett helt nytt som blev ett så kallat dubbleringsregemente. Dubbleringsregementet erhöll det ordinarie regementets nummer plus 30. Det vill säga fältregementetna numrerades som i Norra skånska infanteriregementets fall, I 6 och I 36. Det fredstida regementet betecknades som I 6 depå, för att särskilja det från krigsförbanden. Genom försvarsbeslutet 1948 kom fältregementena att omorganiseras till brigader. Vid Norra skånska infanteriregementet kom endast ett fältregementet att omorganiseras till brigad, då Kristianstads regemente (I 36) utgick.

### 2.infanteribrigaden
2. infanteribrigaden var en infanteribrigad inom I. arméfördelningen som verkade åren 1915–1927 och bestod av Norra skånska infanteriregementet och Södra skånska infanteriregementet.

### Kristianstadsbrigaden
Kristianstadsbrigaden (IB 26) bildades 1949 genom att fältregementet Norra skånska infanteriregementet (I 6) omorganiserades till brigad. Brigaden var till en början regementets enda brigad och kom att organiseras efter förbandstyperna IB 49. År 1963 överfördes brigaden tillsammans med regementet till pansartrupperna, brigaden behöll sitt namn, men fick den nya beteckningen PB 26.

### Skånebrigaden
Skånebrigaden (IB 37) bildades 1949 genom att fältregementet Malmöhus regemente (I 37) omorganiserades till infanteribrigad. Brigaden tillhörde från början Södra skånska infanteriregementet (I 7), men kom att överföras under 1957 till Norra skånska infanteriregementet. När det blev bestämt att Norra skånska infanteriregementet skulle omorganiseras till pansar, var IB 37 den brigad som var förslaget till omorganisering till pansarbrigad. Dock föll det på att dess mobiliseringsområde låg öster om Ringsjön och med det för långt ifrån regementet i Kristianstad. Brigaden avvecklades i samband med att regementet omorganiserades till pansarregemente.

### Arméns fotoskola
Arméns fotoskola (FotoS) (skolan gick under smeknamnet Ökenfortet) var en fack- och funktionsskola inom armén som bildades den 1 april 1957. Skolan utbildade årligen ett 20-tal fototekniker samt 40-50 arméfotografer. Skolans värnpliktiga tillhörde ett fredsförband som uppsatte ett krigsförband med ingående fotogrupper eller fototroppar. Den 30 juni 1974 upplöstes skolan.

### Kompanier
1. Livkompaniet
2. Frosta kompani
3. Västra Göinge kompani
4. Gärds kompani
5. Norra Åsbo kompani
6. Rönnebergs kompani
7. Luggude kompani
8. Onsjö kompani

## Förläggningar och övningsplatser

### Förläggning
Under början av 1920-talet uppfördes ett nytt kasernetablissement i Kristianstad. Kasernetablissementet uppfördes efter 1901 års härordnings byggnadsprogram efter Kasernbyggnadsnämndens andra serie av typetablissement för infanteriet. Regementet påbörjade sin inflyttning på kasernområdet i oktober 1920 och den 18 maj 1923 hölls en inflyttningsceremoni. Efter att regementet omorganiserades till ett pansarförband kom ett flertal nya byggnader att uppföras i anslutning till kasernområdet, totalt kom 130-tal byggnader att uppföras. I samband med att regementet avvecklades såldes hela området 1993 till Byggnadsstyrelsen och 1994 lämnades området helt. Sedan 1995 huserar Högskolan Kristianstad inom det före detta kasernetablissementet.

#### Övningsplatser
Regementet vapenövades på Kvidinge hed och Bonarps hed, men från 1831 på Ljungbyhed. Efter att regementet flyttade till Kristianstad hade det sin övningsplats på Näsby övningsfält, vilket förvaltades av regementet sedan 1914. År 1950 kom övningsfältet att inlemmas med Wendes artilleriregementes exercisfält på Näsby och Norra Lingenäset. År 1966 köptes även Tvedegårdsområdet vilket inlemmades i övningsfältet. Vid anläggandet av övningsfältet bestod marken mestadels av sank jordbruksmark, vilket bland annat innebar att fältet fick dräneras samt att skog planterades på övningsfältet. Några kända exempel är en björkdunge som planterades 1927 vid Hjärte backe och pilallén som planterades 1928 vid Näsby gård. På övningsfältet fanns även tre skjutbanor. Fältet omfattade 625 hektar. Näsby övningsfält lämnades i samband med att regementet avvecklades och att Wendes artilleriregemente omlokaliserades 1994.

## Heraldik och traditioner
Regementets högtidsdag var den 13 september, och gick under namnet "Döbelnsdagen", och högtidlighölls till minne av slaget vid Jutas, vilket var ett slag i Finland 1808 mellan Sverige och Ryssland. De svenska styrkorna leddes av Georg Carl von Döbeln, som blev Norra skånska infanteriregementet första regementschef. Regementets valspråk "Ära, Skyldighet och vilja", var von Döbelns eget. När Norra skånska regementet avvecklades, kom dess traditioner att föras vidare av Skånska dragonregementet, vilka från den 1 juli 1994 antog namnet Norra skånska dragonregementet. Sedan den 1 juli 2000 är det Södra skånska regementet som för vidare regementets traditioner.

### Förbandsfanor
När regementet omorganiserades till pansarförband, följde regementets fana från 1866 med. Dock så kom den att ersättas den 11 september 1971, då kronprisen Carl Gustaf överlämnade en ny fana. Fanan troppades vid regementet den 23 juni 1994 och deponerades därefter vid Skånska dragonregementet och från 1 juli 2000 hos Södra skånska regementet.

### Minnesstenar
Regementets har ett flertal minnesstenar resta. Inne på den gamla mötesplatsen i Ljungbyhed restes den 10 maj 1923 en sten till minne av regementes tid i Ljungbyhed. År 1919 restes en minnessten på kyrkogården vid Riseberga kyrka, till minne av det interneringsläger som låg på Ljungbyhed. Den 19 oktober 1920 restes en minnessten på Bonnarps hed för två förolyckade flygförare som var officerare vid regementet. Den 13 september 1947 restes en minnessten söder om kanslihuset till minne av den personal som verkade vid regementet under andra världskriget. Den 5 maj 1973 restes en minnessten, vilken avtäcktes den 18 maj 1973, till minne av kasernetablissemangets 50-årsjubileum. Den 3 juli 1976 avtäcktes en minnessten vid Herrevads kloster över de förband som verkat där. Vid kyrkplanen i Kristianstad har även minnesstenar rests till minne av regementet.

## Förbandschefer
Regementschefer verksamma vid regementet åren 1811–1963.

- 1811–1816: Georg Carl von Döbeln
- 1816–1833: Fabian Ernst Wrede
- 1833–1852: Eric Anders Cederström
- 1852–1860: Carl Antonsson Rappe
- 1860–1867: Claes Axel Meurling
- 1867–1872: Gustaf Rudolf Abelin
- 1872–1875: Casimir Reuterskiöld
- 1875–1889: Johan Ludvig Osvald Toll
- 1887–1889: Henrik Esaias Anton Carl Rappe
- 1889–1891: Jon Otto Henrik Nordenskjöld
- 1891–1899: Casten Warberg
- 1899–1904: Oskar Waldemar Falkman
- 1904–1906: Gustaf Wilhelm Lagercrantz
- 1906–1908: Oscar Silverstolpe
- 1908–1914: Carl Gustaf Spens
- 1914–1926: Robert Marks von Würtemberg
- 1926–1929: Erik Testrup
- 1929–1936: Martin Hanngren
- 1936–1936: Helge Jung (Tjl)
- 1936–1936: Henry Kellgren (Tf)
- 1936–1942: Henry Kellgren (Tjl 1938–1942)
- 1938–1942: Justus Holmgren (Tf)
- 1942–1947: Justus Holmgren
- 1947–1951: Olof Sjöberg
- 1951–1954: Herman Levin
- 1954–1963: Curt T:son Alsterlund

## Namn, beteckning och förläggningsort
| Kungl. Norra skånska infanteriregementet | 1812-01-14 | – | 1963-03-31 |

| № 24 | 1816-03-26 | – | 1914-09-30 |
| I 24 | 1914-10-01 | – | 1927-12-31 |
| I 6  | 1928-01-01 | – | 1963-03-31 |

| Kristianstads garnison (F) | 1920-11-20 | – | 1963-03-31 |

## Galleri

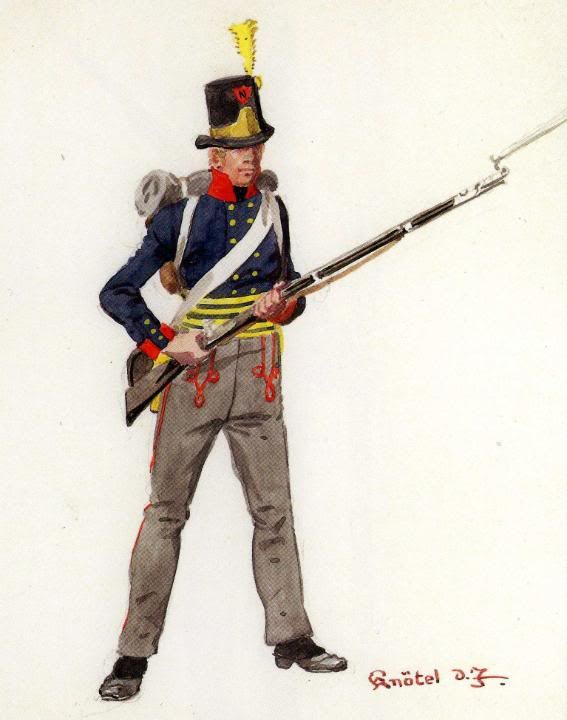
Uniform m/1810 för menig vid regementet. Illustration av Herbert Knötel.
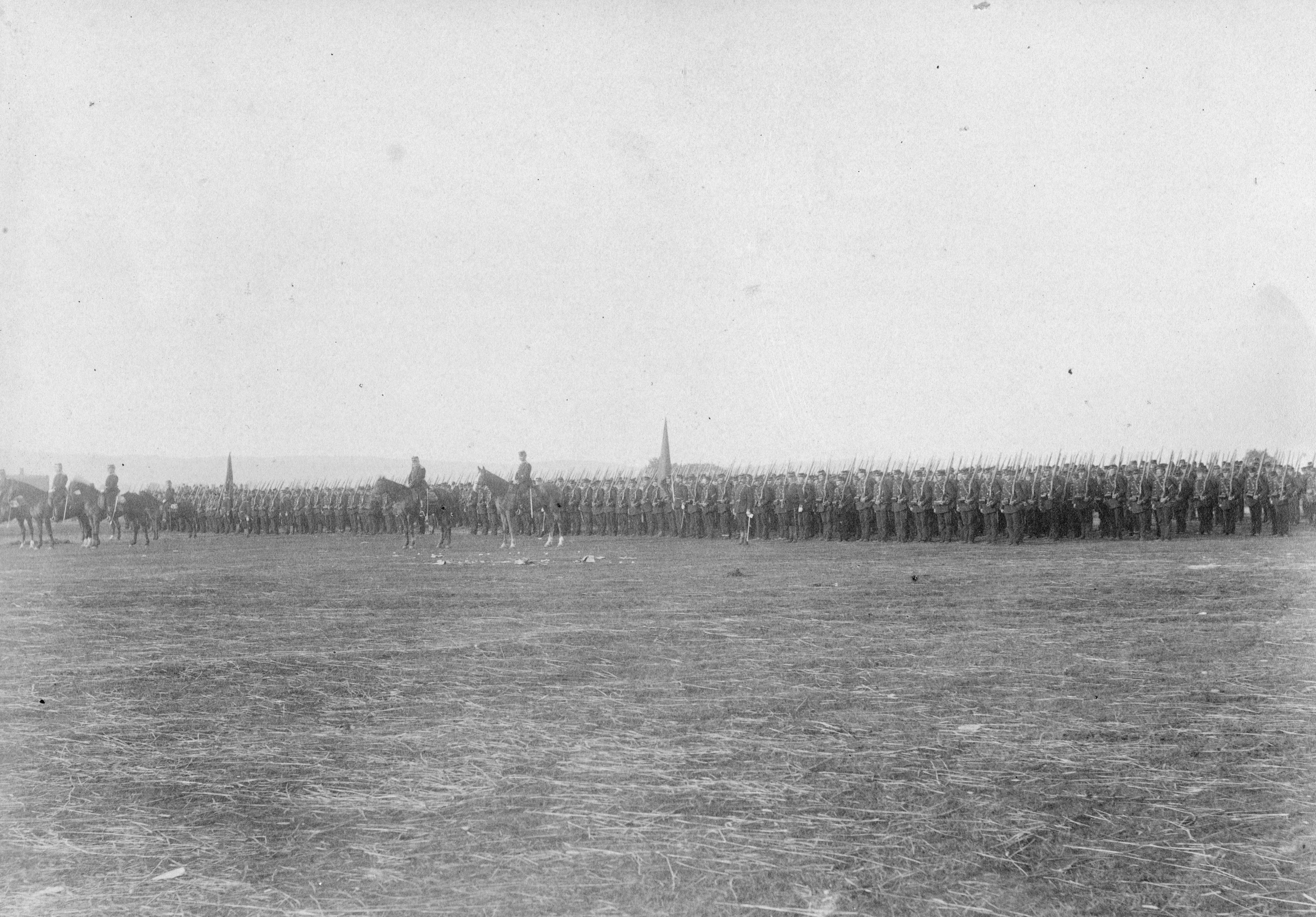
Regementet uppställt på Kvidinge hed 1889.
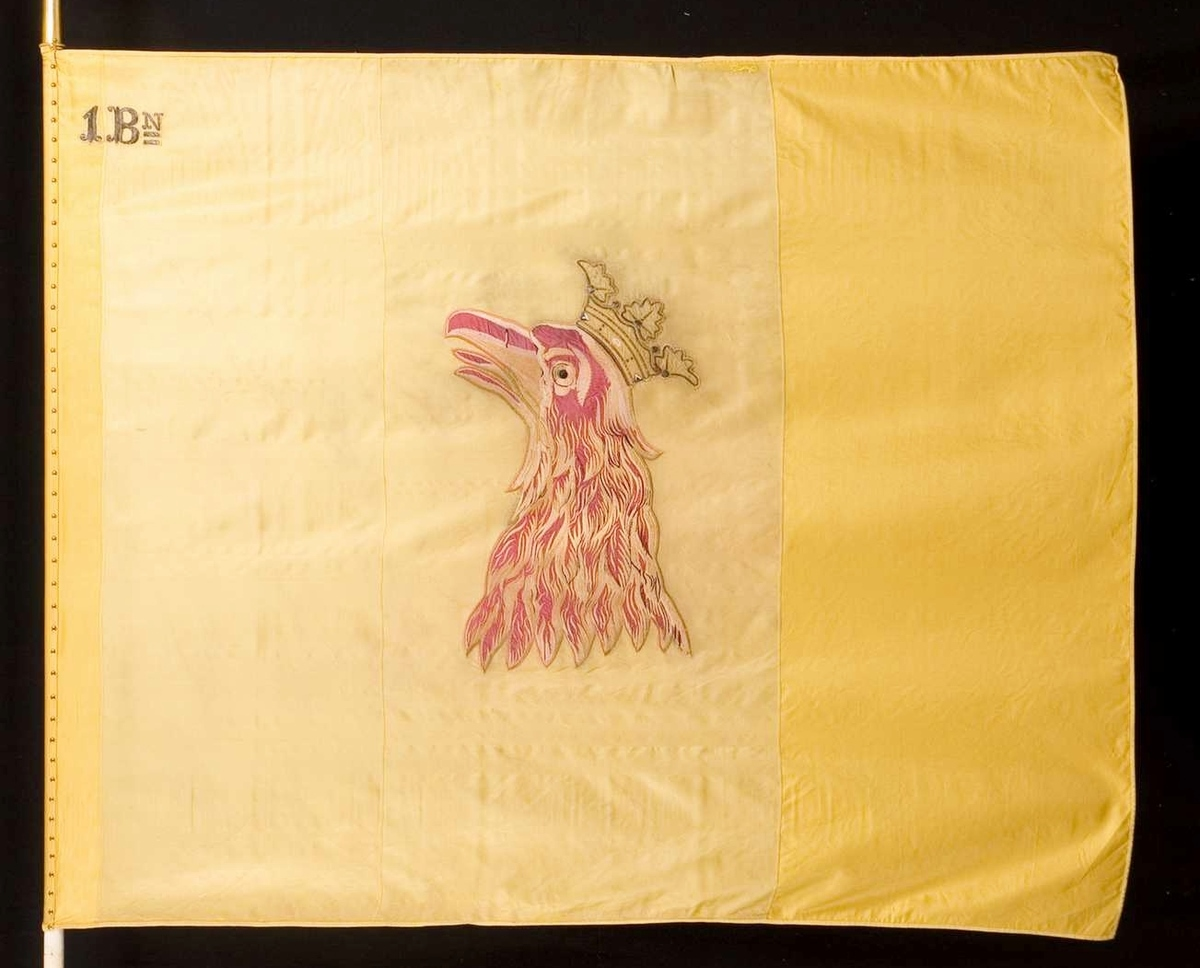
Fana m/1866, för regementets 1:a bataljon.
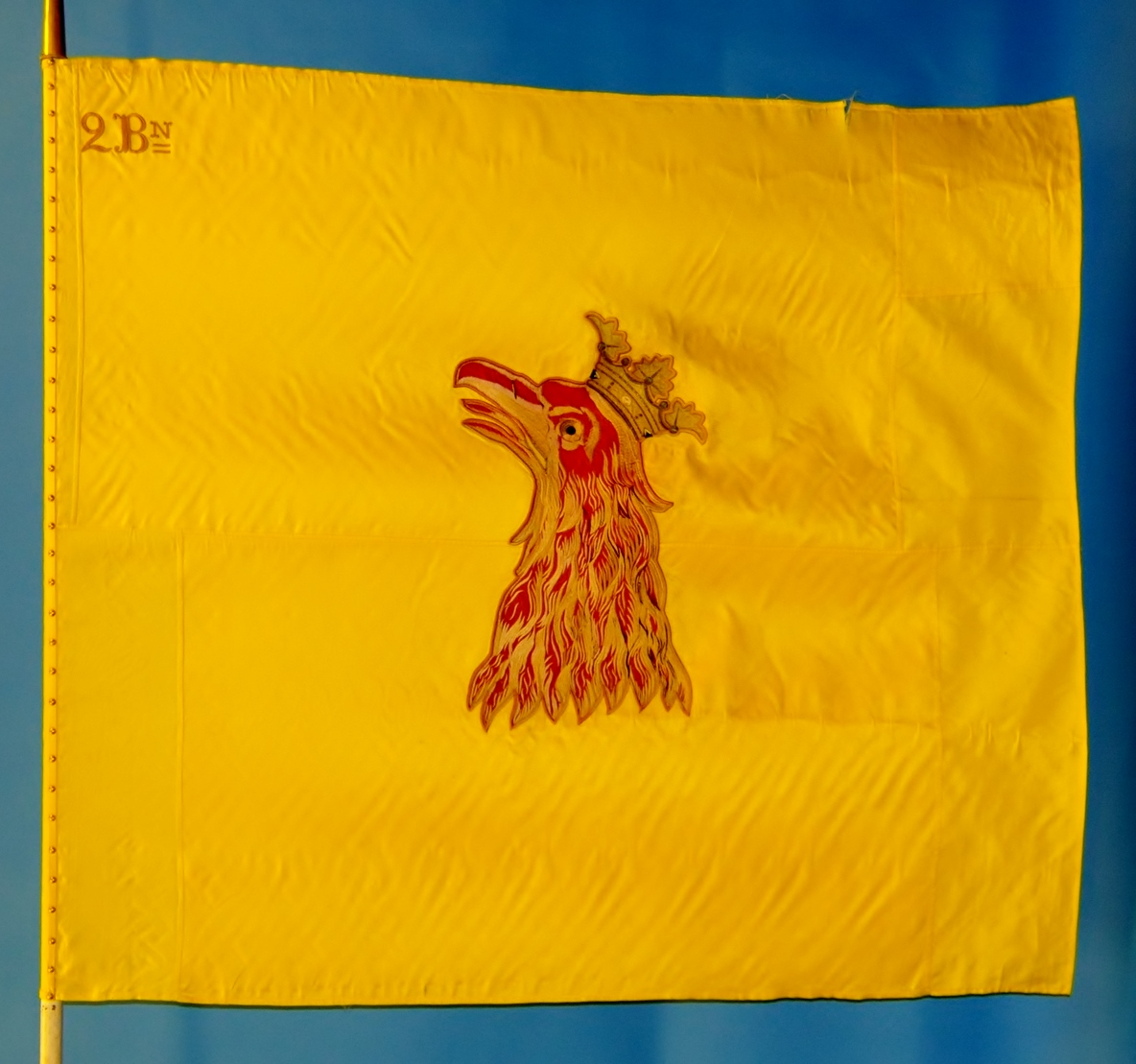
Fana m/1866, för regementets 2:a bataljon.
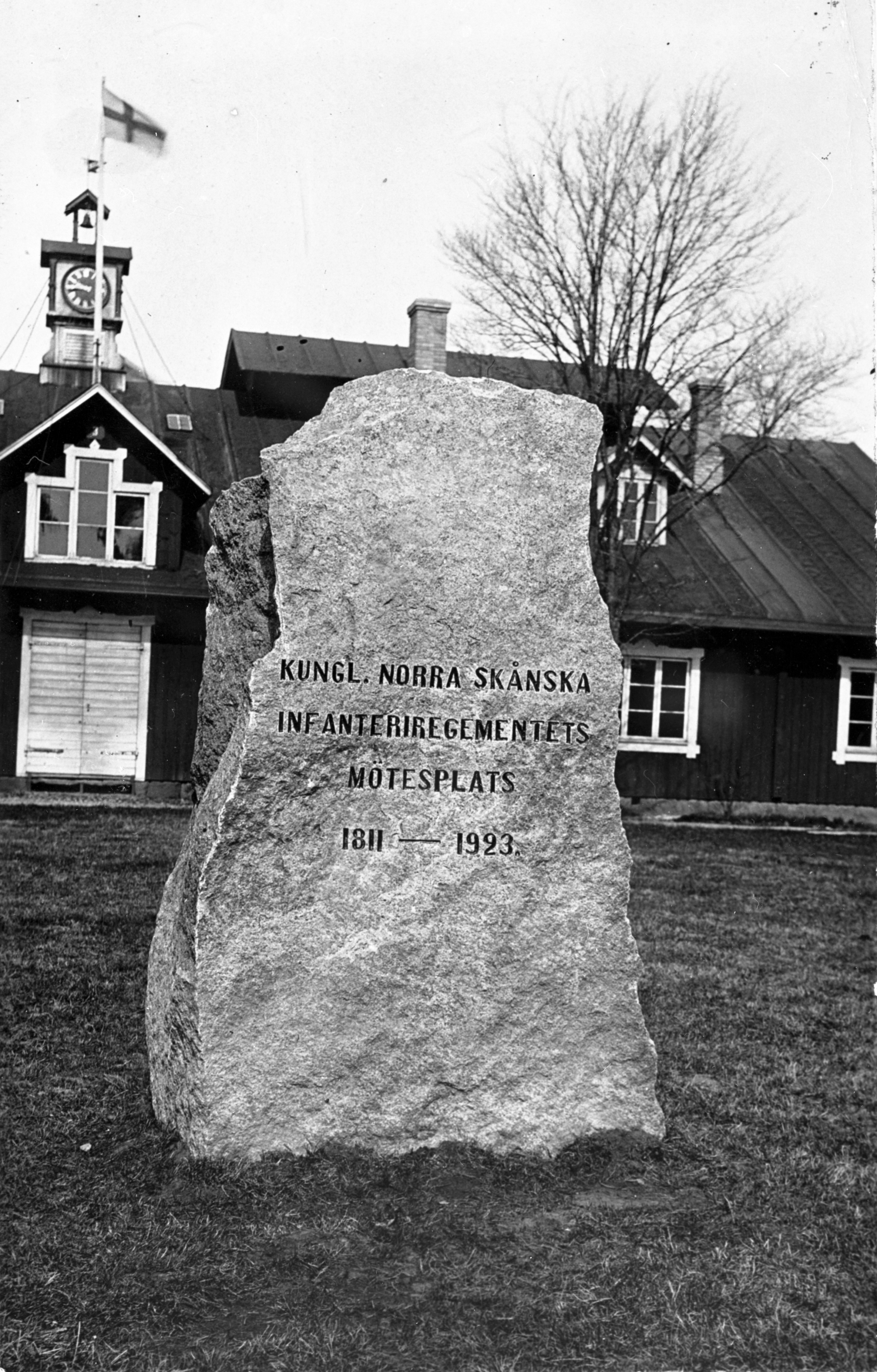
Minnessten på Ljungbyhed
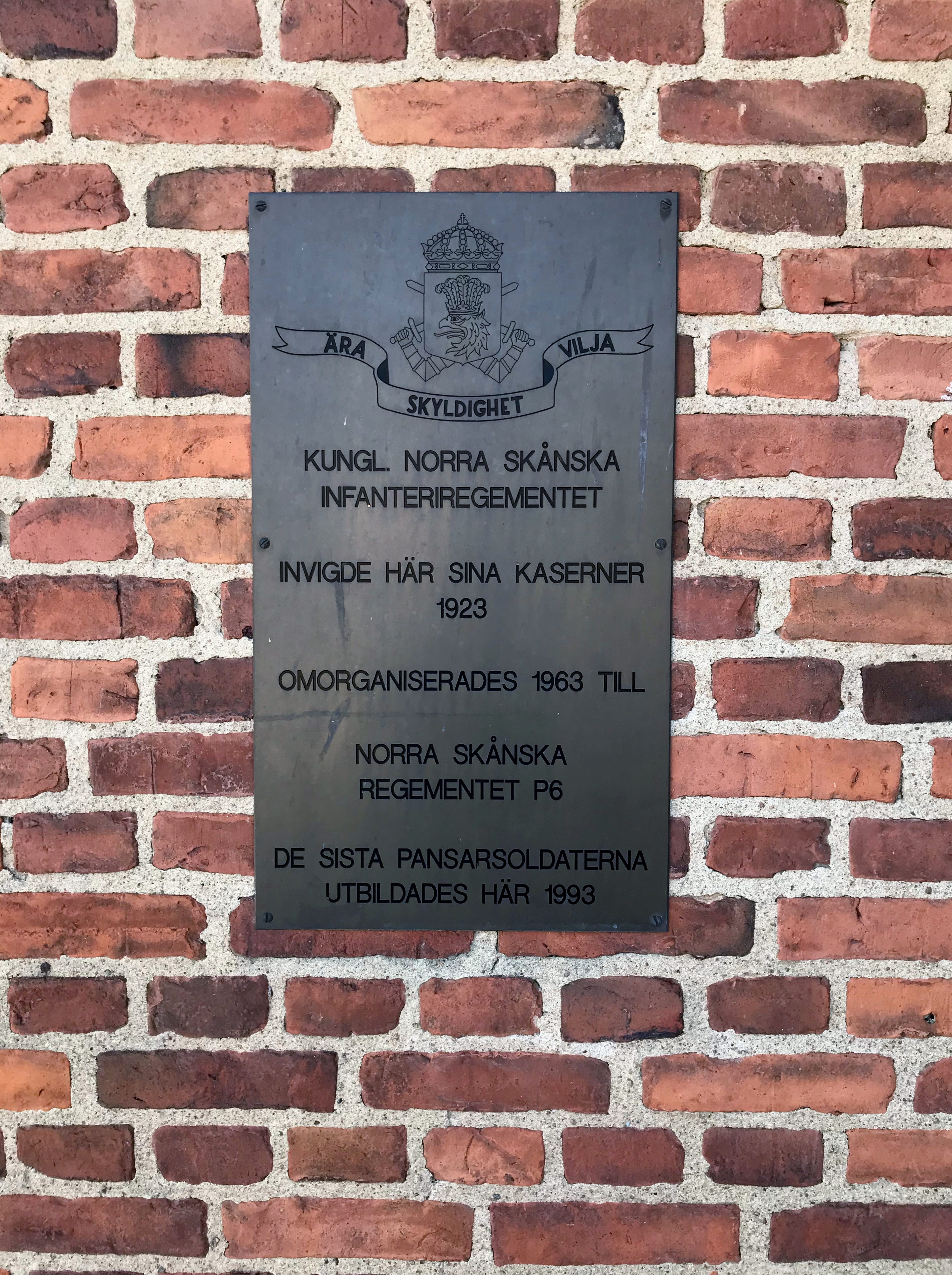
Minnesskylt i Kristianstad
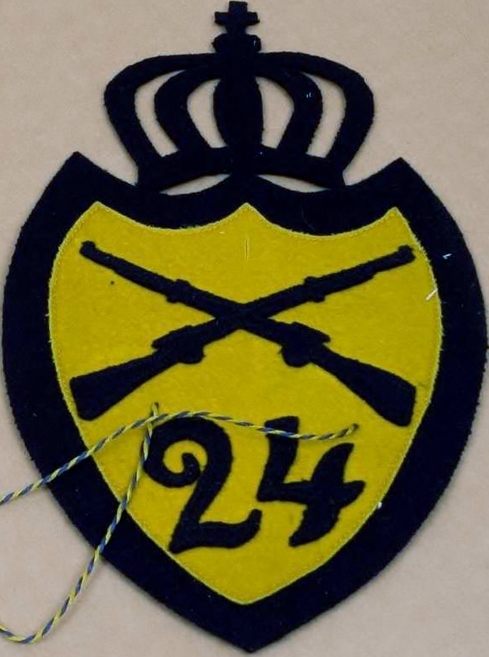
Truppslagstecken m/1906 för manskap vid Norra Skånska infanteriregementet.
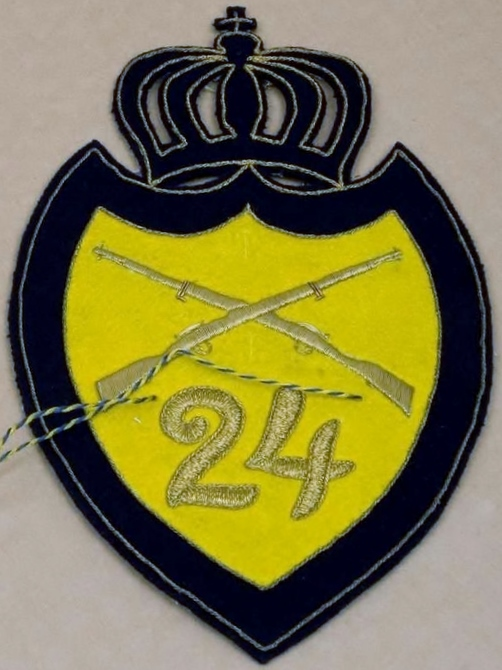
Truppslagstecken m/1906 för officer och fanjunkare vid Norra Skånska infanteriregementet.
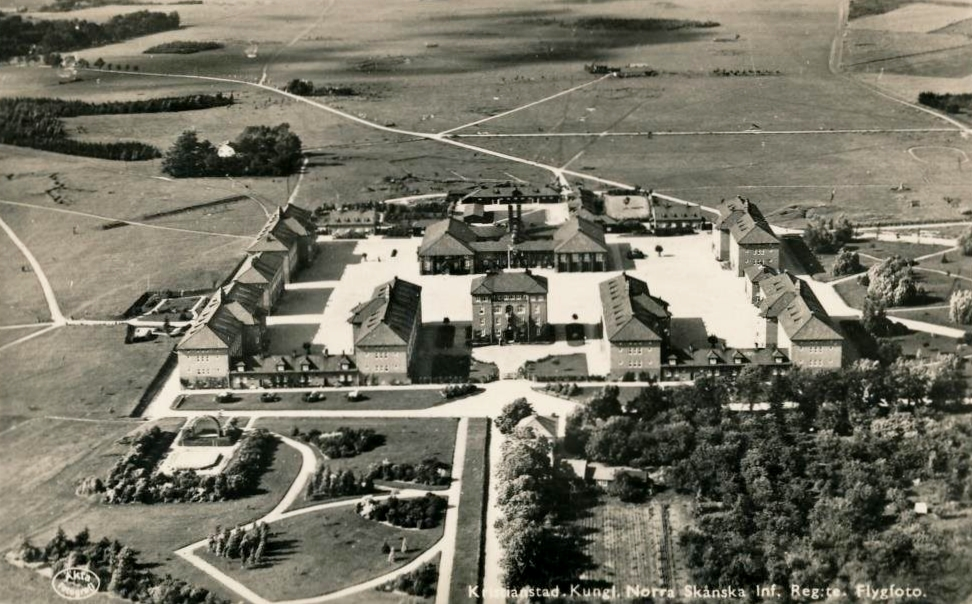
Vy över regementets kaserner i Näsby.
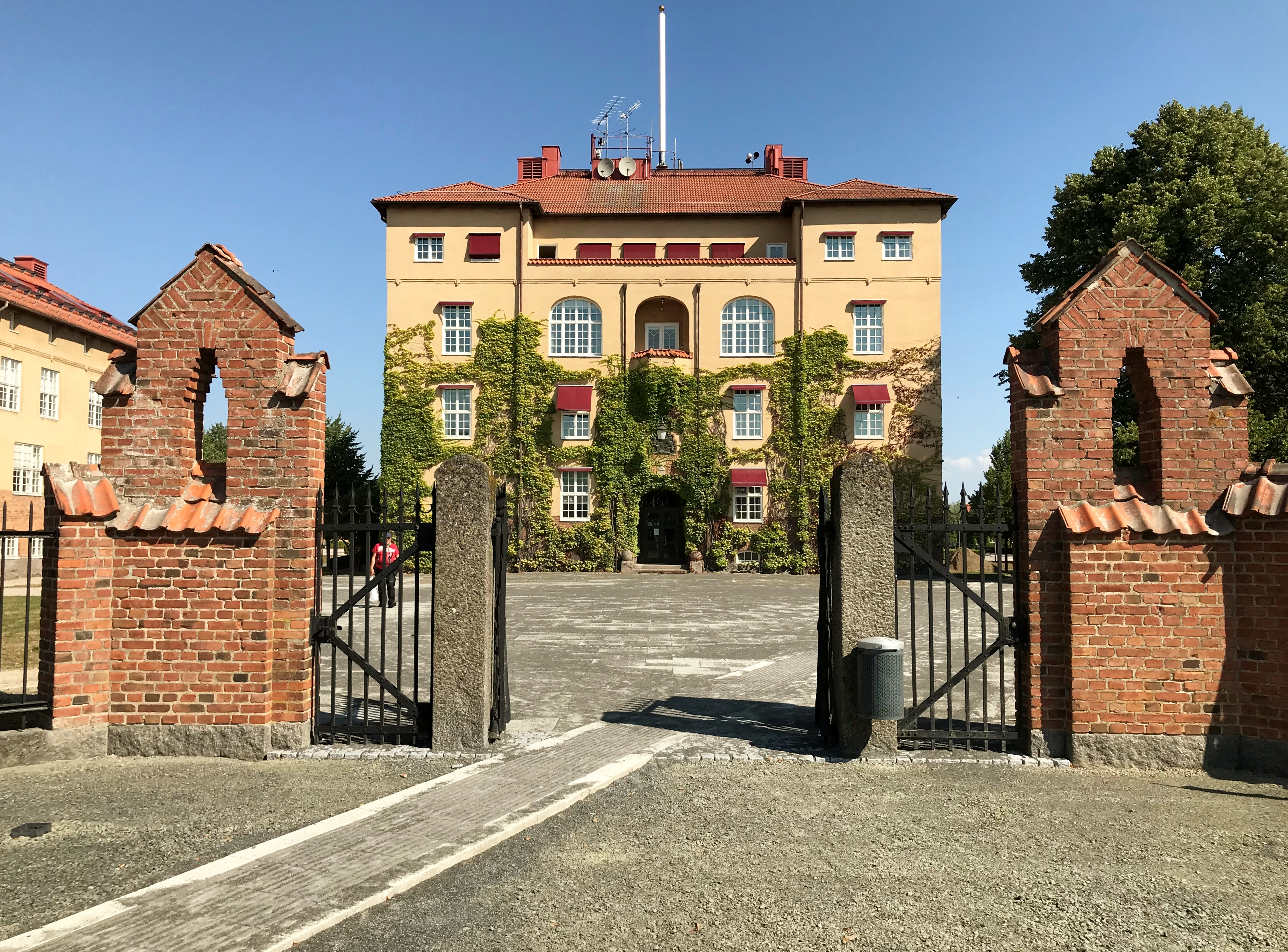
Regementets kanslihus.
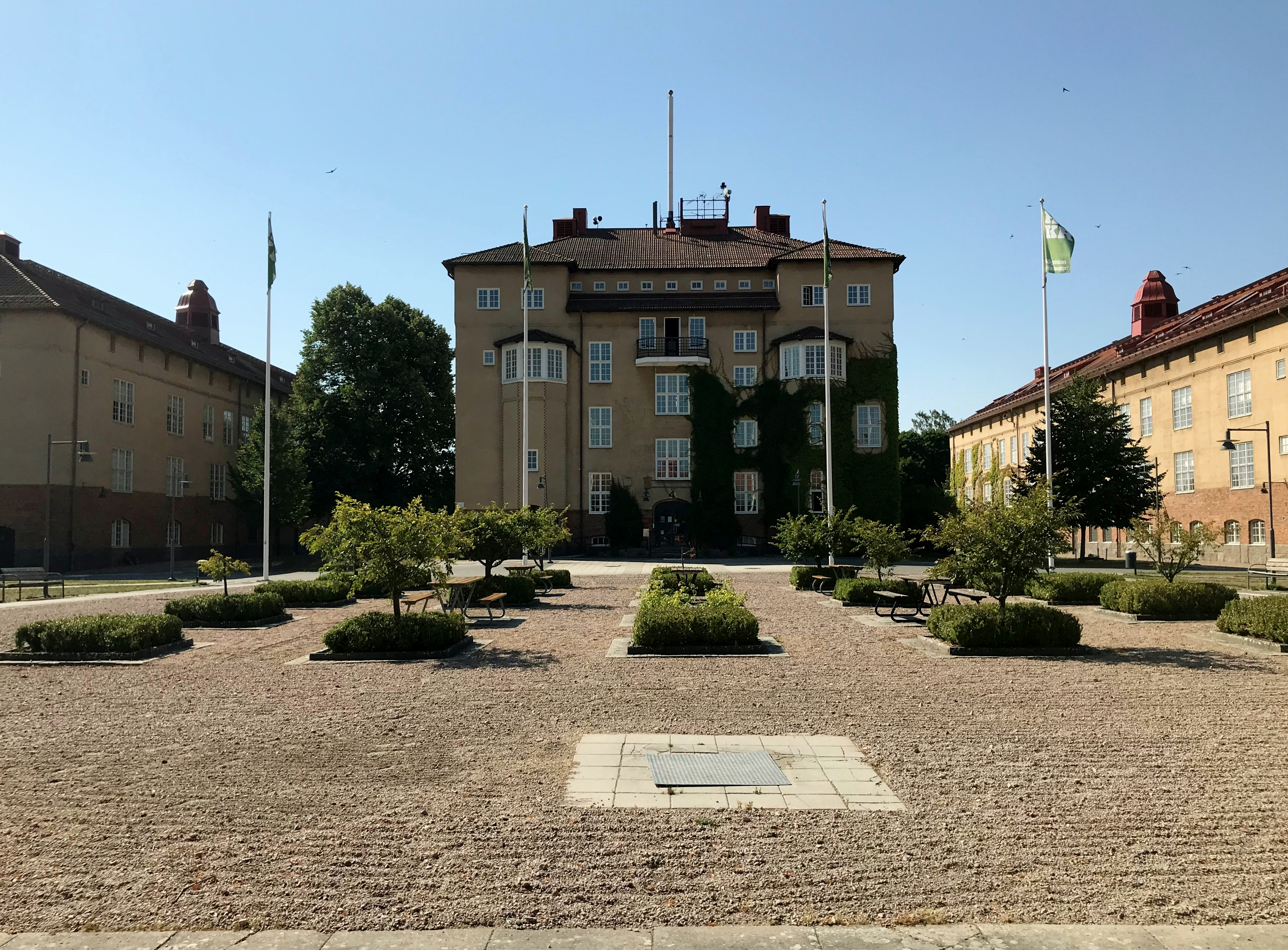
Regementets kanslihus.
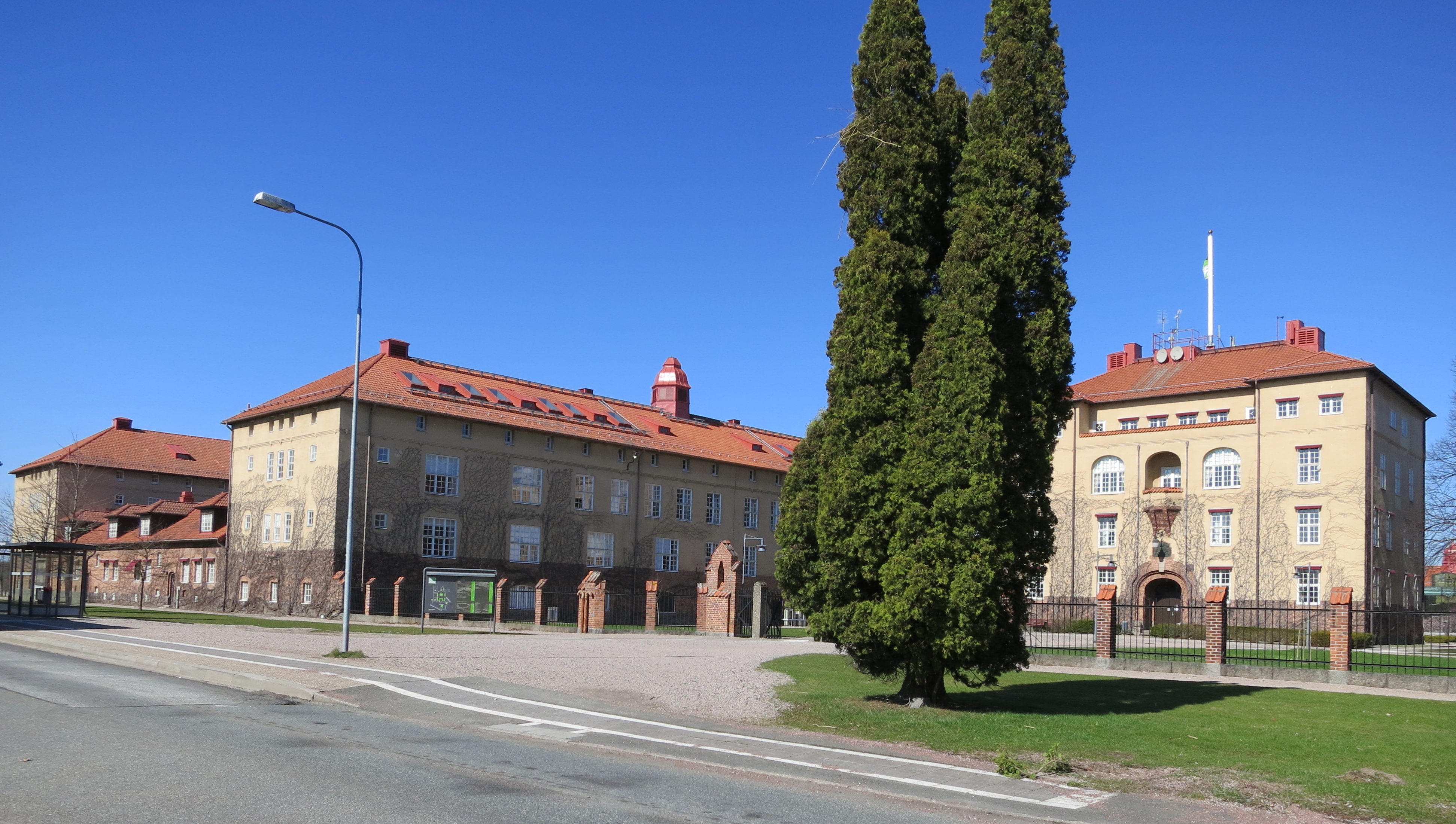
Del av regementets kaserner.
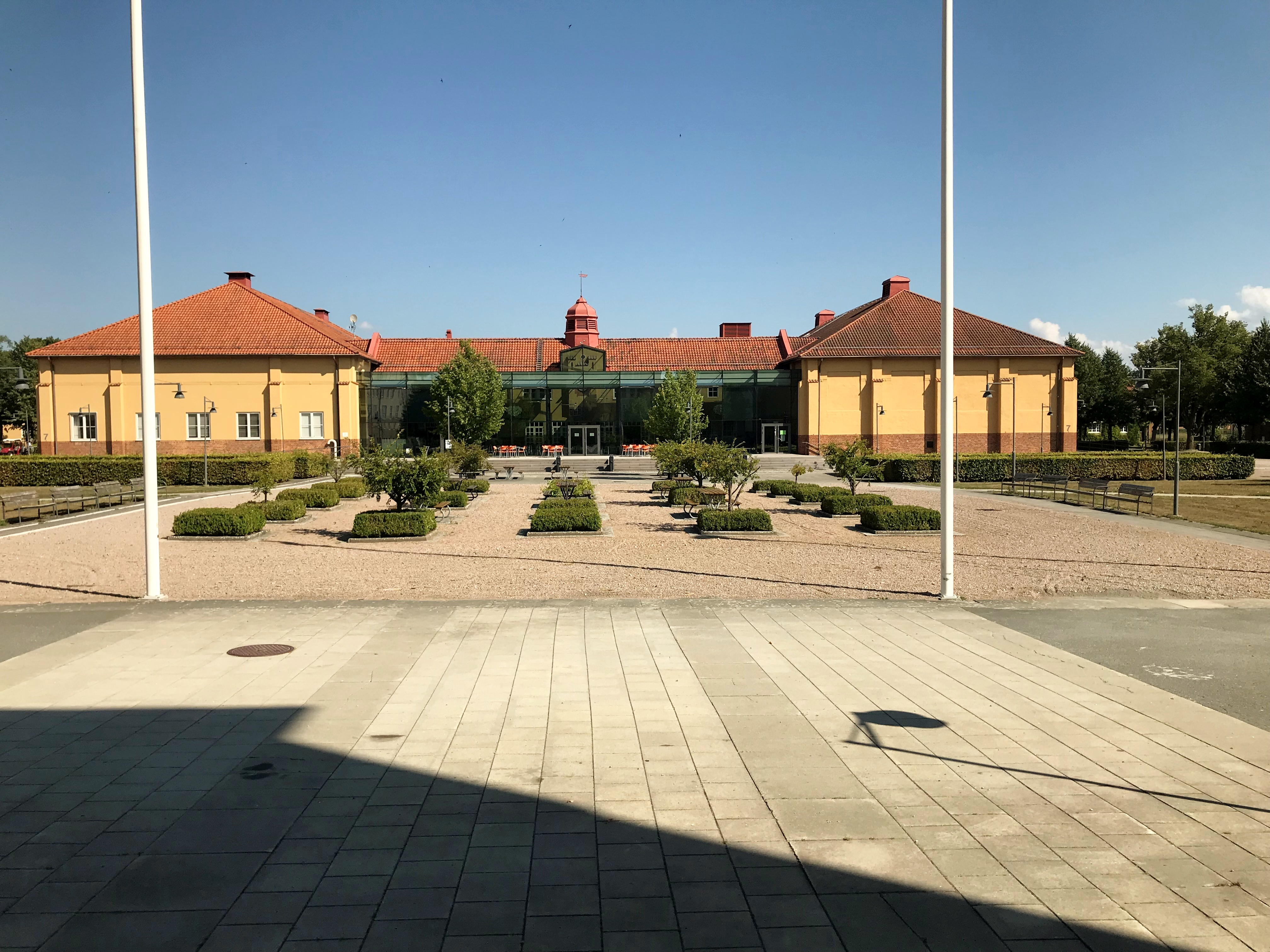
Matsalsbyggnaden
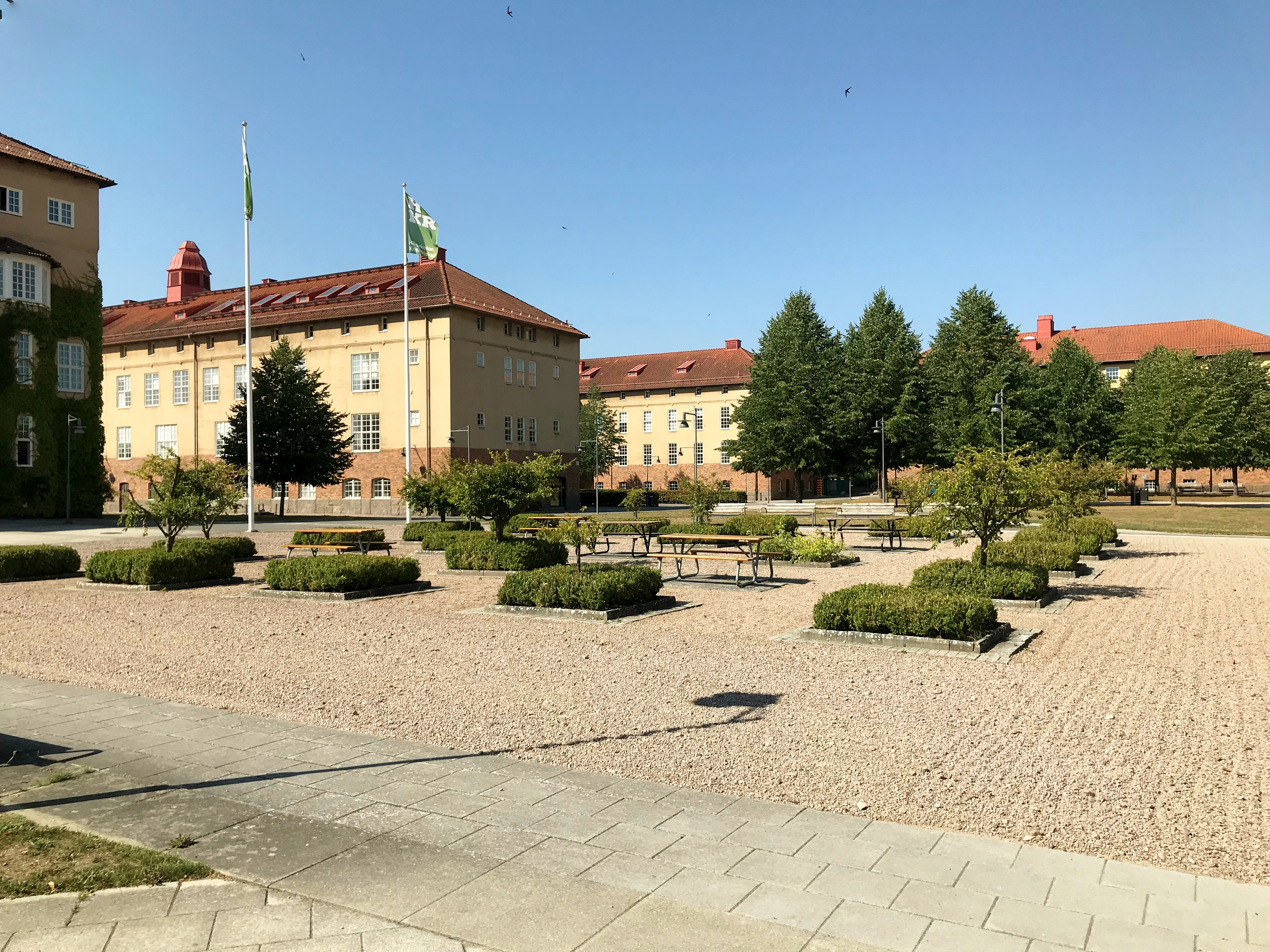
Del av regementets kaserner.